# Plastovo
Plastovo falu Horvátországban Šibenik-Knin megyében. Közigazgatásilag Skradinhoz tartozik.

## Fekvése
Šibenik központjától légvonalban 16, közúton 27 km-re északra, községközpontjától légvonalban 6, közúton 9 km-re északra, Dalmácia középső részén, a Krka Nemzeti Park nyugati szélén fekszik.

## Története
A település valószínűleg már a kora középkorban is létezett. Ezt látszik igazolni a középkori templom maradványai között talált, az egyik ablak szemöldökfájába bevésett ókeresztény kereszt. A középkorban területe valószínűleg a bribiri plébániához tartozott. Az itt talált 11–12. századi glagolita felirat alapján ekkor is folyamatosan lakott lehetett. 1409-ben Dalmáciával együtt a Velencei Köztársaság uralma alá került. Középkori temploma a 14. században épült. Miután 1522-ben Skradint elfoglalta a török egyházi szolgálatát a visovaci ferences atyák látták el. Területe évszázadokig velencei uralom alatt volt. 1797-ben a Velencei Köztársaság megszűnésével a Habsburg Birodalom része lett. 1806-ban Napóleon csapatai foglalták el és 1813-ig francia uralom alatt állt. Napóleon bukása után ismét Habsburg uralom következett, mely az első világháború végéig tartott. A településnek 1857-ben 219, 1910-ben 412 lakosa volt. Az I. világháború után rövid ideig az Olasz Királyság, ezután a Szerb-Horvát-Szlovén Királyság, majd Jugoszlávia része lett. 1991-ben lakosságának 61 százaléka szerb, 37 százaléka horvát volt. A délszláv háború során 1991. július 24-én és 25-én heves harcok folytak a falu birtoklásáért, melynek során katolikus templomát is lerombolták. A háború után újjáépítették. 2011-ben 204 lakosa volt.

## Lakosság
| Lakosság változása | Lakosság változása | Lakosság változása | Lakosság változása | Lakosság változása | Lakosság változása | Lakosság változása | Lakosság változása | Lakosság változása | Lakosság változása | Lakosság változása | Lakosság változása | Lakosság változása | Lakosság változása | Lakosság változása | Lakosság változása |
| ------------------ | ------------------ | ------------------ | ------------------ | ------------------ | ------------------ | ------------------ | ------------------ | ------------------ | ------------------ | ------------------ | ------------------ | ------------------ | ------------------ | ------------------ | ------------------ |
| 1857               | 1869               | 1880               | 1890               | 1900               | 1910               | 1921               | 1931               | 1948               | 1953               | 1961               | 1971               | 1981               | 1991               | 2001               | 2011               |
| 219                | 0                  | 284                | 317                | 394                | 412                | 550                | 551                | 299                | 568                | 617                | 627                | 554                | 539                | 200                | 204                |

## Nevezetességei
- Szent Miklós püspök tiszteletére szentelt római katolikus temploma[5] valószínűleg már a 14. században állt. A középkori templomból mára csak az apszis maradt meg. A templomot a 18. században bővítették. Oltárképét 1849-ben Ivan Skvarčina festette. A templom körül található a falu temetője. 1979-ben kulturális műemlékké nyilvánították. 1991-ben a támadó szerb felkelők a földig rombolták. A romok között az egyik ablak szemöldökfájában egy 6. századi bevésett keresztet találtak, mely annak a bizonyítéka, hogy itt egykor ókeresztény templom állt. A háború után a templomot újjáépítették, 1998-ban Ante Ivaš šibeniki püspök szentelte fel újra. Egyszerű, kőből épített egyhajós épület homlokzata felett kis harangtoronnyal, benne egy haranggal.
- A horvát glagolita nyelvemlékek között tartják számon a plastovói feliratot, melyet egy helyi parasztház előtt ástak ki földből. A 11. és 12. századból származó felirat glagolita és cirill betűket tartalmaz és a Péter név az ami biztosan kibetűzhető belőle. A felirat szövege „P E T R A.....?....I J U.....M U.....U Ž U....T U E G A....B R A”.[6]